# Sergio G. Sánchez
Sergio Gutiérrez Sánchez, més conegut com a Sergio G. Sánchez (Oviedo, Astúries, 1973), és un guionista i director de cinema espanyol.

## Biografia
El seu primer guió per a un llargmetratge el va escriure en 1996 i va voler dirigir-lo ell mateix, però durant anys diferents productores van rebutjar el projecte. Ha escrit i dirigit els seus propis guions en curtmetratges com 7337 (2000) i Temporada baja (2003). Durant el curt 7337, Sánchez va conèixer a Juan Antonio Bayona i ell mateix li va oferir dirigir l'obra. Baiona va acceptar, i anys després s'estrenaria L'orfenat (2007). La pel·lícula va obtenir un gran èxit i Sánchez va guanyar el Goya al millor guió original en la l'edició de 2008.
En maig de 2009, Variety va publicar que el tàndem tornaria a treballar mà a mà, aquesta vegada per a les productores Apatxe Entertainment, Telecinco Cinema i Spongeman (la productora del mateix Bayona). va completar una primera versió del guió a la fi de abril, que Telecinco Cinema i Apatxe Entertainment presentarien en el Festival de Cannes. La pel·lícula va començar a rodar-se en 2010 i es va estrenar el 10 de setembre de 2012 en el Festival Internacional de Cinema de Toronto. La pel·lícula era The Impossible.
Ha escrit el guió de Purgatorio (2014), al costat de Luis Moreno, del director Pau Teixidor i el guió de la pel·lícula Palmeras en la nieve (2015), de Fernando González Molina i basada en la novel·la de Luz Gabás.
En 2017 va estrenar la seva primera pel·lícula com a director, Marrowbone (2017), amb la producció de Juan Antonio Bayona i Guillermo del Toro.

## Premis
Premis Goya
| Any  | Categoria              | Persona        | Resultat  |
| ---- | ---------------------- | -------------- | --------- |
| 2018 | Millor director novell | Marrowbone     | Nominat   |
| 2013 | Millor guió original   | Fin            | Nominat   |
| 2013 | Millor guió adaptat    | The Impossible | Nominat   |
| 2008 | Millor guió original   | L'orfenat      | Guanyador |
Premis Gaudí
| Any  | Categoria           | Persona        | Resultat  |
| ---- | ------------------- | -------------- | --------- |
| 2013 | Millor guió adaptat | The Impossible | Guanyador |